# Halve marathon van Egmond 1980

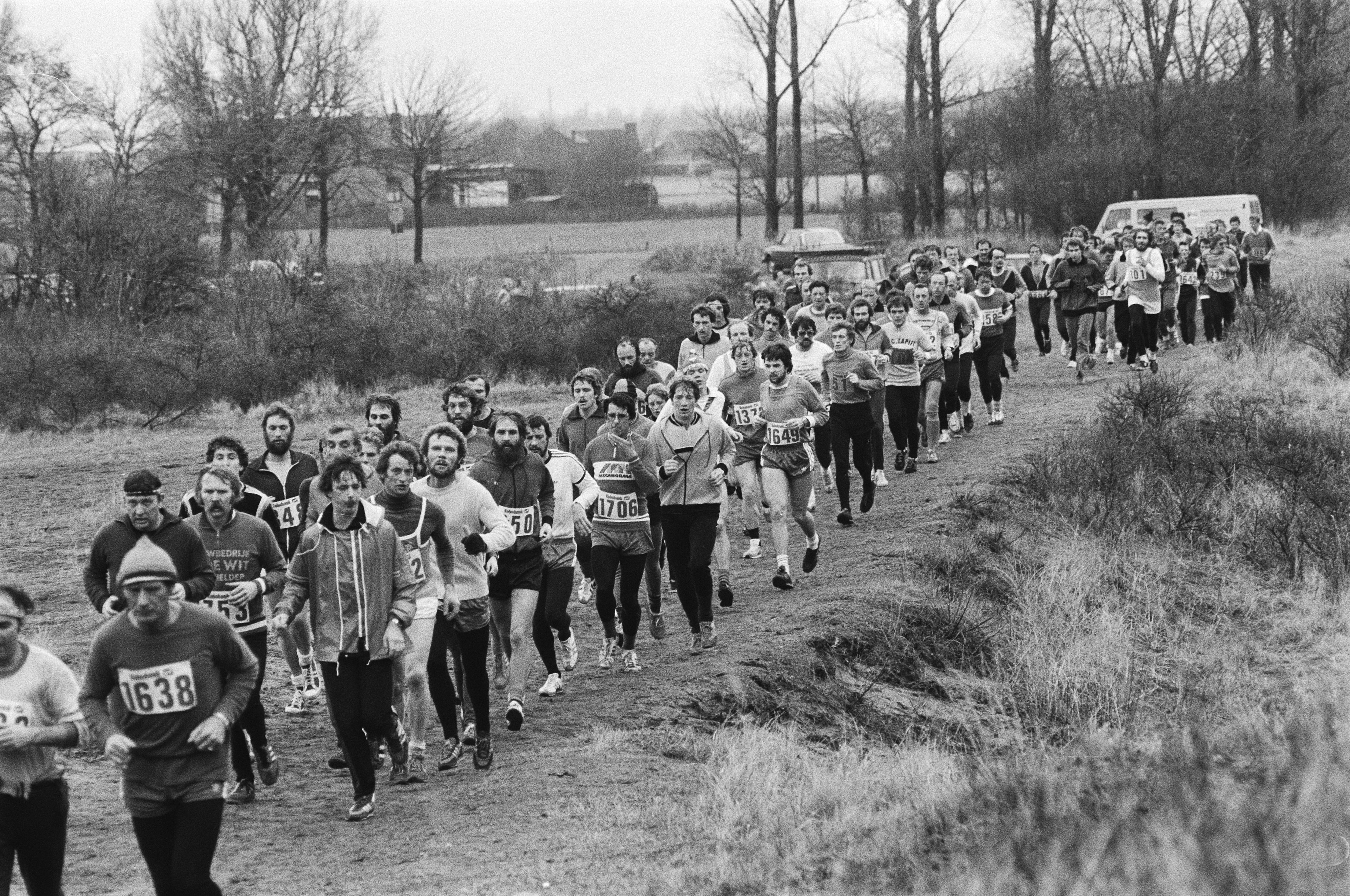
Halve marathonloop op strand en duinen bij Egmond aan Zee deelnemers onderweg in de duinen.

De halve marathon van Egmond 1980 vond plaats op zondag 6 januari 1980. Het was de achtste editie van deze halve marathon. De organisatie was in handen van wielervereniging Le Champion. Het aantal inschrijvingen van 4200 was een record. Bij deze editie besloot de organisatie de halve marathon te splitsen in een wedstrijdloop en een prestatieloop, om zo de wedstrijdatleten een betere start te geven. Dit jaar werd de wedstrijd georganiseerd onder auspiciën van AV Castricum. Nieuw was ook het feit, dat er voor het eerst een internationaal deelnemersveld aan de start stond. 

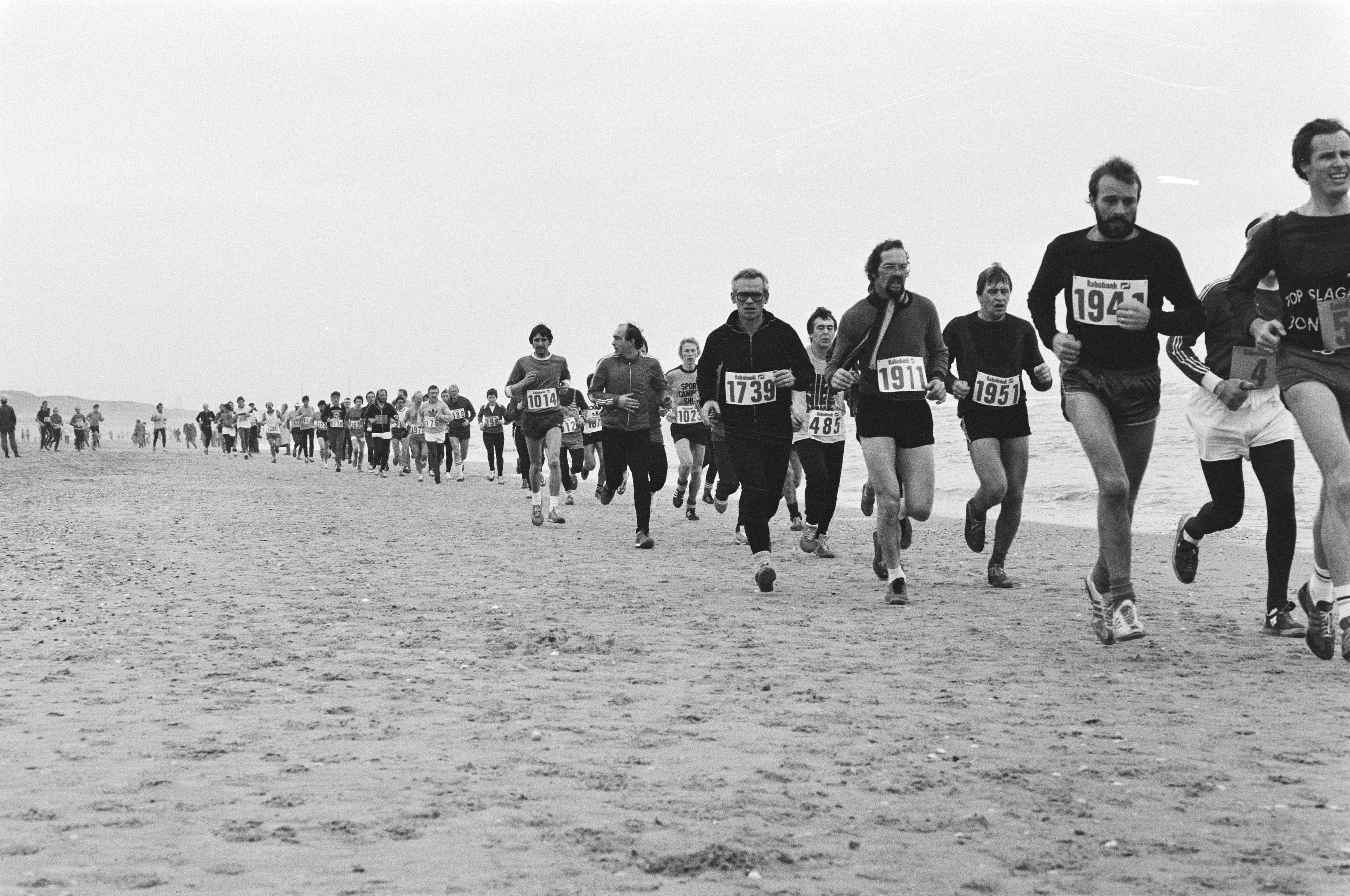
De deelnemers op het strand.

De wedstrijd werd bij de mannen gewonnen door Gerard Mentink in 1:07.03. Dit was zijn eerste overwinning in Egmond aan Zee. Bij de vrouwen was het Marja Wokke die met 1:19.35 haar derde overwinning in de boeken schreef.

## Uitslagen

### Mannen

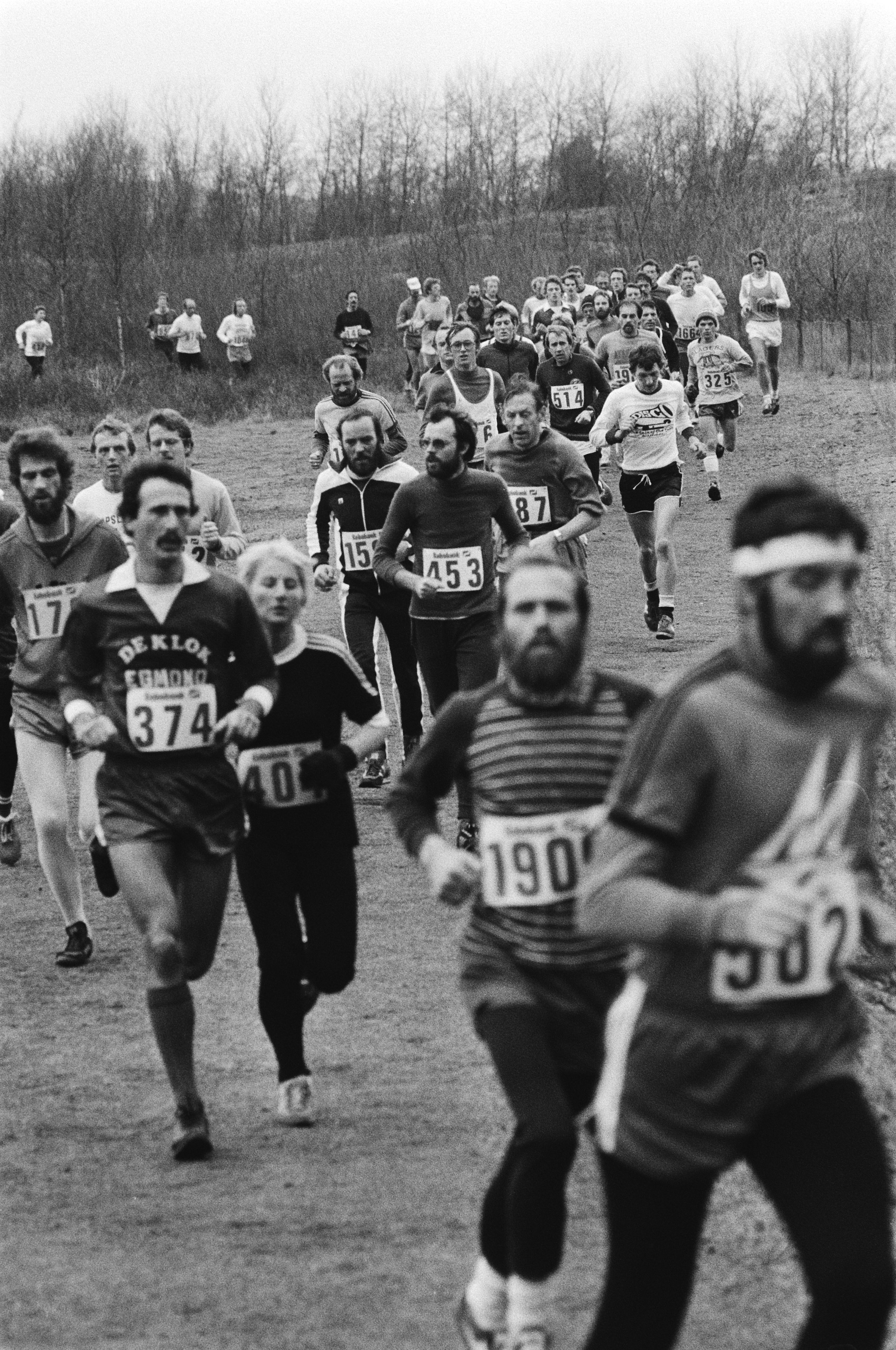
De deelnemers in de duinen.

| Positie | Atleet           | Land      | Tijd    |
| ------- | ---------------- | --------- | ------- |
| 1       | Gerard Mentink   | Nederland | 1:07.03 |
| 2       | Marc Smet        | België    | 1:07.10 |
| 3       | Rudi Verriet     | Nederland | 1:07.21 |
| 4       | Bram Wassenaar   | Nederland | 1:08.31 |
| 5       | Rob Strik        | Nederland | 1:08.39 |
| 6       | Armando Houtveen | Nederland | 1:09.16 |
| 7       | Gerard Berkhout  | Nederland | 1:09.32 |
| 8       | Wim Zegers       | Nederland | 1:09.43 |
| 9       | Barry Kneppers   | Nederland | 1:10.26 |
| 10      | Frans Smit       | Nederland | 1:10.39 |

### Vrouwen
| Positie | Atlete           | Land      | Tijd    |
| ------- | ---------------- | --------- | ------- |
| 1       | Marja Wokke      | Nederland | 1:19.35 |
| 2       | Plonie Scheringa | Nederland | 1:29.19 |
| 3       | Eefje van Wissen | Nederland | 1:29.25 |
| 4       | Henny Möllers    | Nederland | 1:33.16 |
| 5       | Joke van Bruggen | Nederland | 1:33.52 |

1973 ·
1974 ·
1975 ·
1976 ·
1977 ·
1978 ·
1979 ·
1980 ·
1981 ·
1982 ·
1983 ·
1984 ·
1985 ·
1986 ·
1987 ·
1988 ·
1989 ·
1990 ·
1991 ·
1992 ·
1993 ·
1994 ·
1995 ·
1996 ·
1997 ·
1998 ·
1999 ·
2000 ·
2001 ·
2002 ·
2003 ·
2004 ·
2005 ·
2006 ·
2007 ·
2008 ·
2009 ·
2010 ·
2011 ·
2012 ·
2013 ·
2014 ·
2015 ·
2016 ·
2017 ·
2018 ·
2019 ·
2020 ·
2021 ·
2022 ·
2023 ·
2024 ·
2025